# Mugshot

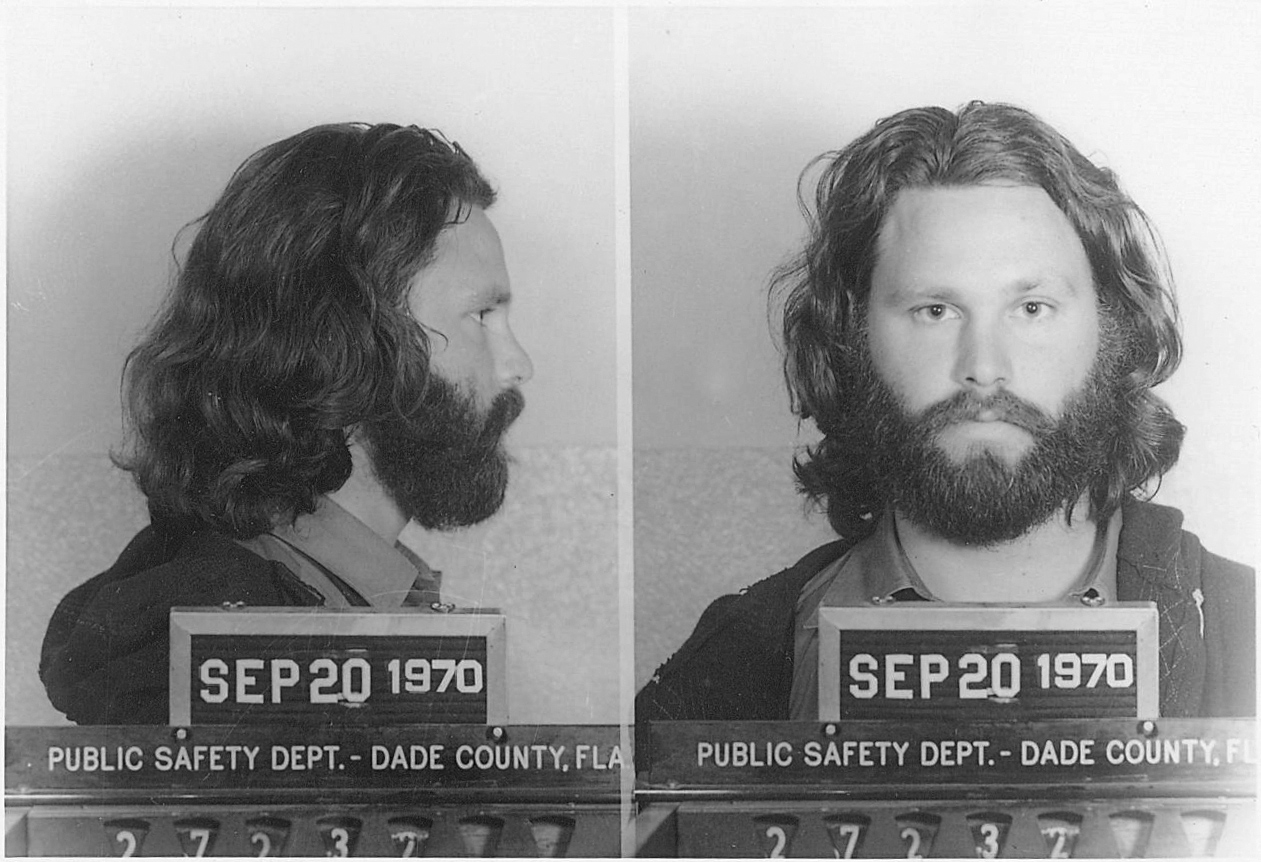
Mugshot do cantor Jim Morrison tirada em setembro de 1970, 10 meses antes de sua morte.

Mugshot é um termo informal usado na língua inglesa (que pode ser traduzido em português como foto do rosto tirada para arquivamento policial) para designar um retrato fotográfico de uma pessoa do busto para cima, normalmente tirada depois que uma pessoa é presa pela polícia. O objetivo original da foto é permitir que a aplicação da lei tivesse um registro fotográfico de um indivíduo detido para permitir a identificação do acusado às vítimas, ao público e aos investigadores. No entanto, nos Estados Unidos, empresários começaram recentemente a monetizar esses registros públicos através da indústria de publicação de fotos.[carece de fontes?]
A fotografia de criminosos começou na década de 1840, apenas alguns anos após a invenção da fotografia, mas foi somente em 1888 que o policial francês Alphonse Bertillon padronizou o processo.

## Etimologia
Em inglês, "mug shot" vem da palavra "mug", uma expressão coloquial em língua inglesa para "rosto" e "shot", referindo-se ao disparo de uma fotografia. Seu uso remonta ao século XVIII. O termo pode significar, em uma tradução livre, qualquer pequena imagem de um rosto usada por qualquer motivo.

## Descrição
Uma mugshot comum é em duas partes, com uma foto de visão lateral e uma vista frontal. O fundo é geralmente forte e simples, para evitar a distração da imagem facial (como se fosse uma instantâneo casual em um ambiente mais naturalista). Mushots podem ser compiladas em um livro para determinar a identidade de um criminoso. Em casos de grande repercussão, mugshots também podem ser divulgadas na imprensa.

## História
As fotos mais antigas de criminosos tiradas para uso pela polícia podem ter sido tiradas na Bélgica em 1843 e 1844. No Reino Unido, as polícias de Liverpool e Birmingham já fotografavam criminosos em 1848. Em 1857, o Departamento de Polícia de Nova York tinha uma galeria. onde daguerreótipos de criminosos eram expostos.
A Agência Nacional de Detetives Pinkerton começou a usar as fotografias em cartazes de criminosos procurados nos Estados Unidos. Na década de 1870, a agência acumulou a maior coleção de mugshots nos Estados Unidos.
A disposição em perfil pode ter sido inspirada nos retratos de prisão de 1865, tirados por Alexander Gardner de conspiradores acusados pelo assassinato de Abraham Lincoln, embora as fotografias de Gardner fossem retratos de corpo inteiro com apenas as cabeças viradas para as fotos de perfil.
Após a derrota da Comuna de Paris em 1871, a polícia parisiense contratou um fotógrafo, Eugène Appert, para tirar retratos de prisioneiros condenados. Em 1888, Alphonse Bertillon inventou a moderna mugshot com vistas de rosto e perfil, padronizando a iluminação e os ângulos. Esse sistema foi logo adotado em toda a Europa e nos Estados Unidos e na Rússia.
Às vezes, a pessoa presa é obrigada a segurar um cartaz com nome, data de nascimento, número de identificação, peso e outras informações relevantes sobre ele. Com a chegada da fotografia digital, essas fotos passaram a ser vinculadas a um registro do banco de dados sobre a prisão.[carece de fontes?]
Nos Estados Unidos, no início do século XXI, uma indústria online se desenvolveu em torno da publicação e remoção de fotos tiradas de sites da Internet.

## Natureza prejudicial
O sistema legal dos Estados Unidos há muito tempo defende que as mugshots podem ter um efeito negativo nos júris. O Tribunal de Apelações dos Estados Unidos do Distrito de Columbia afirmou no caso Barnes v. United States "A foto dupla, com fotos de frente e perfil ao lado uma da outra, é tão familiar, de cartazes de 'procurado' nas agências dos correios, filmes e televisão, que a inferência de que a pessoa envolvida tem antecedentes criminais, ou pelo menos esteve em apuros com a polícia, é natural, talvez automática." O Manual de Evidência de Massachusetts diz: "Devido ao risco de prejuízo para o réu inerente à admissão de fotografias da variedade 'mugshot', os juízes e promotores são obrigados a 'usar meios razoáveis para evitar chamar a atenção do júri para a fonte de essas fotografias costumavam identificar o réu. "(p. 617) Em outra parte, cita uma decisão no caso Commonwealth v. Martin de que" a admissão de uma mugshot de um réu é "carregada para caracterizar o réu como um carreirista no crime".
Outros estados estadunidenses têm regras semelhantes.

## Arquivo policial
Um livro de arquivo policial (em inglês, mug book) é uma coleção de fotografias de criminosos, tipicamente em fotos tiradas no momento da prisão. Esse tipo de livro é usado por uma testemunha ocular para um crime, com a ajuda da aplicação da lei, em um esforço para identificar o criminoso. A pesquisa mostrou que fotos agrupadas resultam em menos falso-positivos do que individualmente exibindo cada foto.

O mug book também tem um significado em genealogia e história, referindo-se a histórias biográficas locais publicadas nos Estados Unidos no final do século XIX.